# Haysville (Indiana)
Haysville statisztikai település az Amerikai Egyesült Államok Indiana államában, Dubois megyében. 

## Népesség
A település népességének változása: